# CHANGE !!/心配症な彼女
「CHANGE !!/心配症な彼女」（チェンジ/しんぱいしょうなかのじょ）は、日本のシンガーソングライター・DAIGOの3作目（通算9作目）のシングル。

## 概要
- 前作「BUTTERFLY/いま逢いたくて…」から約9か月ぶりのシングル。
- 前作同様、両A面シングルとして発売され、後述の初回限定盤Aと初回限定盤Bで表題1曲目が入れ替わる形式となっている。
- 表題1曲目は自身主演の映画『劇場版カードファイト!! ヴァンガード「3つのゲーム」』の主題歌とブシロード『カードファイト!! ヴァンガード』の公式イメージソングに[1][2]、表題2曲目はTBS系列『ひるおび』のエンディングテーマに起用された。初の映画タイアップを担当した。
- 今作のアートワークは後述の初回限定盤Aと通常盤ではマーシャルを背景にギブソン・レスポール・ゴールドトップをDAIGOが手にして撮影されたもの、初回限定盤Bでは映画ポスターテイストとチャールズ・チャップリンを彷彿させるDAIGOのシルエットを撮影したものとなっている[3]。
- 前述のようにジャケットの異なる初回限定盤Aと初回限定盤B、通常盤の3形態で発売された。特典として初回限定盤Aには表題1曲目のミュージッククリップとオフショット映像を収録したDVD、『カードファイト!! ヴァンガード』のプロモーションカード【PR-0248「変革の騎士 ラディナス」】が、初回限定盤Bには表題2曲目のミュージッククリップとオフショット映像を収録したDVDが同梱された。また、通常盤にはボーナストラックが追加収録され、初回生産分のみ全4種類からなるDAIGOカードがランダムで1枚同梱された[1][2]。さらに、3種連動特典として全形態に応募シリアルナンバーが封入されており[注 1]、応募者から抽選5名にDAIGOの私物が貰える「DAIGOの私物、持ち主CHANGE !!賞」、抽選5名にプリントシール付きDAIGO直筆レターが届く「心配症なあなたに直筆レタープレゼント(プリントシール付き)賞」、抽選50名にDAIGOから電話が掛かってくる「心配症なあなたに生電話賞」、見る角度によってDAIGOの姿が変わるカードが貰える「CHANGE !!INGカード賞」、応募者全員に壁紙が贈られる「思わず心配症になっちゃうDAIGOオリジナル壁紙賞」がプレゼントされる企画が催された[4]。
- 今作発売を記念して、9月2日から15日までの期間限定で渋谷にある『カフェ マンドゥーカ』にてコラボレーション企画が[5]、発売当日にタワーレコード渋谷店と新宿店にてDAIGOが店員になり、顧客が購入したCDを袋に入れて渡すアルバイト企画が催された[6]。
- オリコン週間チャート初登場10位を獲得。3作連続でのトップ10入りを果たした。

## 収録曲
| 全作詞・作曲: DAIGO。 |                    |       |            |               |
| #                     | タイトル           | 作詞  | 作曲・編曲 | 編曲          |
| 1.                    | 「CHANGE !!」      | DAIGO | DAIGO      | SHINPEI       |
| 2.                    | 「心配症な彼女」   | DAIGO | DAIGO      | Masahiko Iida |
| BONUS TRACK.          | 「SUPER JOY 2014」 | DAIGO | DAIGO      | Jun Abe       |

### 解説
1. CHANGE !!
映画『劇場版カードファイト!! ヴァンガード「3つのゲーム」』の主演に伴い主題歌も担当しないかとスタッフから提案され受諾し、過去にワンコーラスだけ制作しており一番勢いがありキャッチーで映画に合いそうなデモをフルコーラスで仕上げた楽曲。なお、デモの段階からロック色の強い作風で、デモ段階からSHINPEIがアレンジも施してくれていたといい、結果としてギターロックな感じでパンク・ロックの雰囲気を孕む楽曲となった[7]。
タイトルと歌詞には、人生や物事が上手くいってないときに悲観主義に捉えてネガティブな発言をしたり考え方をすると余計悪い方向に転じてしまうから、そういう時こそ積極思考に切り替えていこうという思いが込められている[7]。
ミュージッククリップではDAIGOがアートワークにもなっているP-90搭載のギブソン・レスポール・ゴールドトップを演奏しリズムギターを担う所詮ボーカル&ギタースタイルで撮影された[注 2][7][8][9]。これについてDAIGOは「BREAKERZはSHINPEIとAKIHIDEによるツインギタースタイルのため自分がギターを手にすることはないが、ソロならできるなと思い立った」と語っている[7]。
2. 心配症な彼女
「ジェラルミン」のアンサーソングで、この楽曲は女性側が抱くジェラシーを描いている。タイトルが先に命名され、そこからサビのフレーズが完成しAメロなどを構築していく制作方法が取られた。サウンド面ではホーンや女性コーラスを取り入れて、DAIGO曰く「ファンクの要素を含む1990年代初期の頃のキラキラしたポップなテイスト」を意識して制作していったという[8]。
なお、タイトルは意図して心配性ではなく、心配症としており、これについてDAIGOは「心配性だと元々の性格として捉えられるが、心配症だと恋をしたからこその病気と捉えることができるから。」と語っている[10]。
ミュージッククリップも1990年代を意識した作風で撮影された[5]。
3. SUPER JOY 2014
通常盤のみに収録されているボーナストラックで、DAIGO☆STARDUST名義5thシングルの表題曲のリアレンジバージョン。原曲と異なり、ピアノとストリングスを基調としたアレンジになっいる[10]。

## タイアップ
- 松竹配給映画『劇場版カードファイト!! ヴァンガード「3つのゲーム」』主題歌 (#1)
- ブシロード『カードファイト!! ヴァンガード』公式イメージソング (#1)
- TBSテレビ制作・TBS系列ワイド番組『ひるおび』2014年9月度エンディングテーマ (#2)

## インストアイベント
今作を引っ提げてのインストアイベントが下記2都市2会場で開催された。
| 年月日        | 開始時間 | 会場                                       | 都道府県 |
| ------------- | -------- | ------------------------------------------ | -------- |
| 2014年9月13日 | 15:30〜  | 東京ドームシティラクーア・ガーデンステージ | 東京都   |
| 2014年9月14日 | 14:00〜  | あべのキューズモール・3階スカイコート      | 大阪府   |